# Digonis fumosa
Digonis fumosa är en fjärilsart som beskrevs av Butler 1882. Digonis fumosa ingår i släktet Digonis och familjen mätare. Inga underarter finns listade i Catalogue of Life.